# Sowerby-under-Cotcliffe
Sowerby-under-Cotcliffe est une paroisse civile du Yorkshire du Nord, en Angleterre.